# Austins Ferry
Austins Ferry är en ort i Australien. Den ligger i kommunen Glenorchy och delstaten Tasmanien, i den sydöstra delen av landet, omkring 14 kilometer nordväst om delstatshuvudstaden Hobart. Antalet invånare är 2 056.
Runt Austins Ferry är det tätbefolkat, med 411 invånare per kvadratkilometer.. Närmaste större samhälle är Hobart, omkring 14 kilometer sydost om Austins Ferry. 
I omgivningarna runt Austins Ferry växer i huvudsak städsegrön lövskog. Genomsnittlig årsnederbörd är 697 millimeter. Den regnigaste månaden är juli, med i genomsnitt 78 mm nederbörd, och den torraste är februari, med 41 mm nederbörd.